# Hogesluis

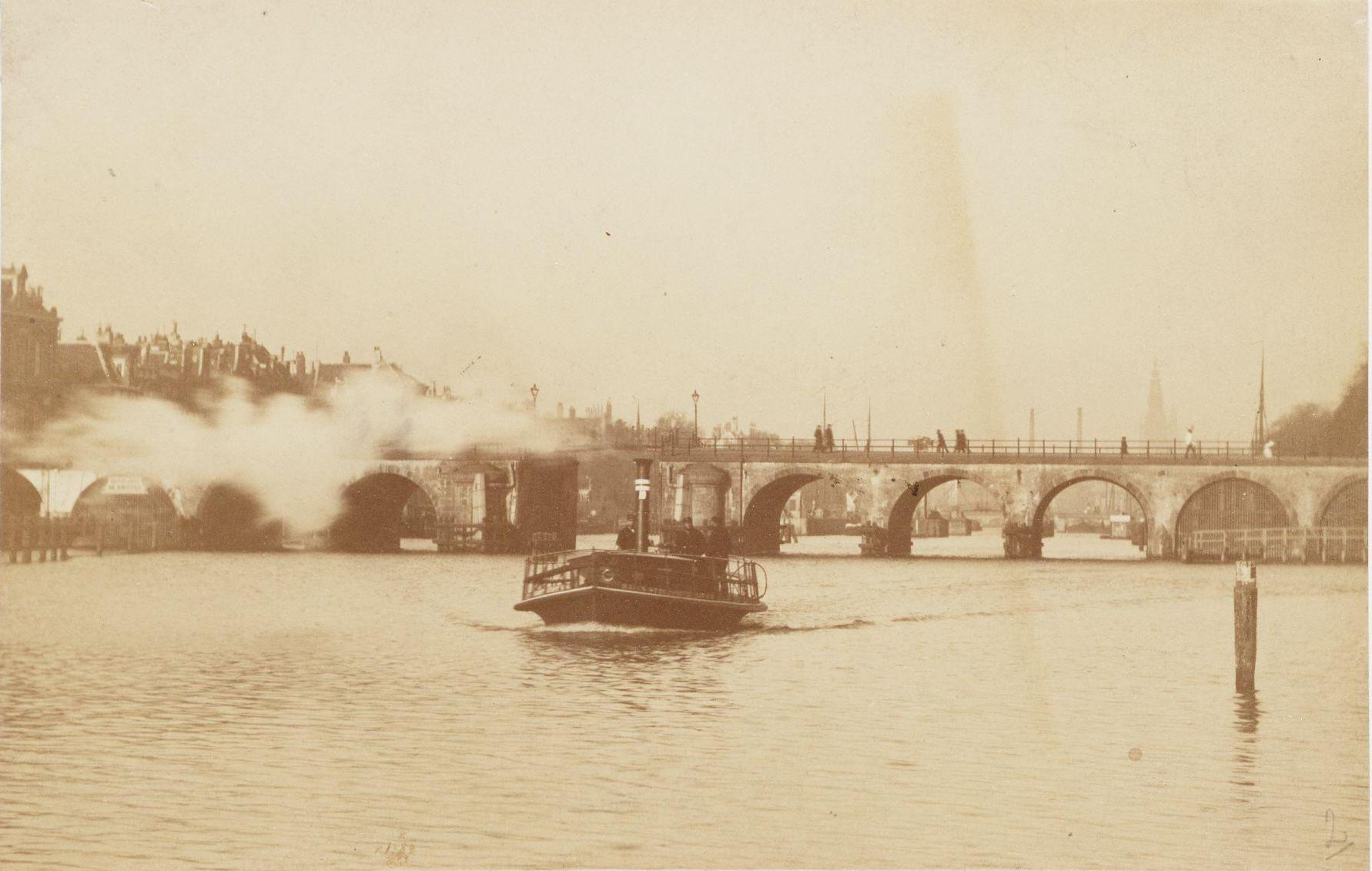
Foto van de oude Hogesluis, gebouwd in 1662 en vervangen door de nieuwe brug in 1883.

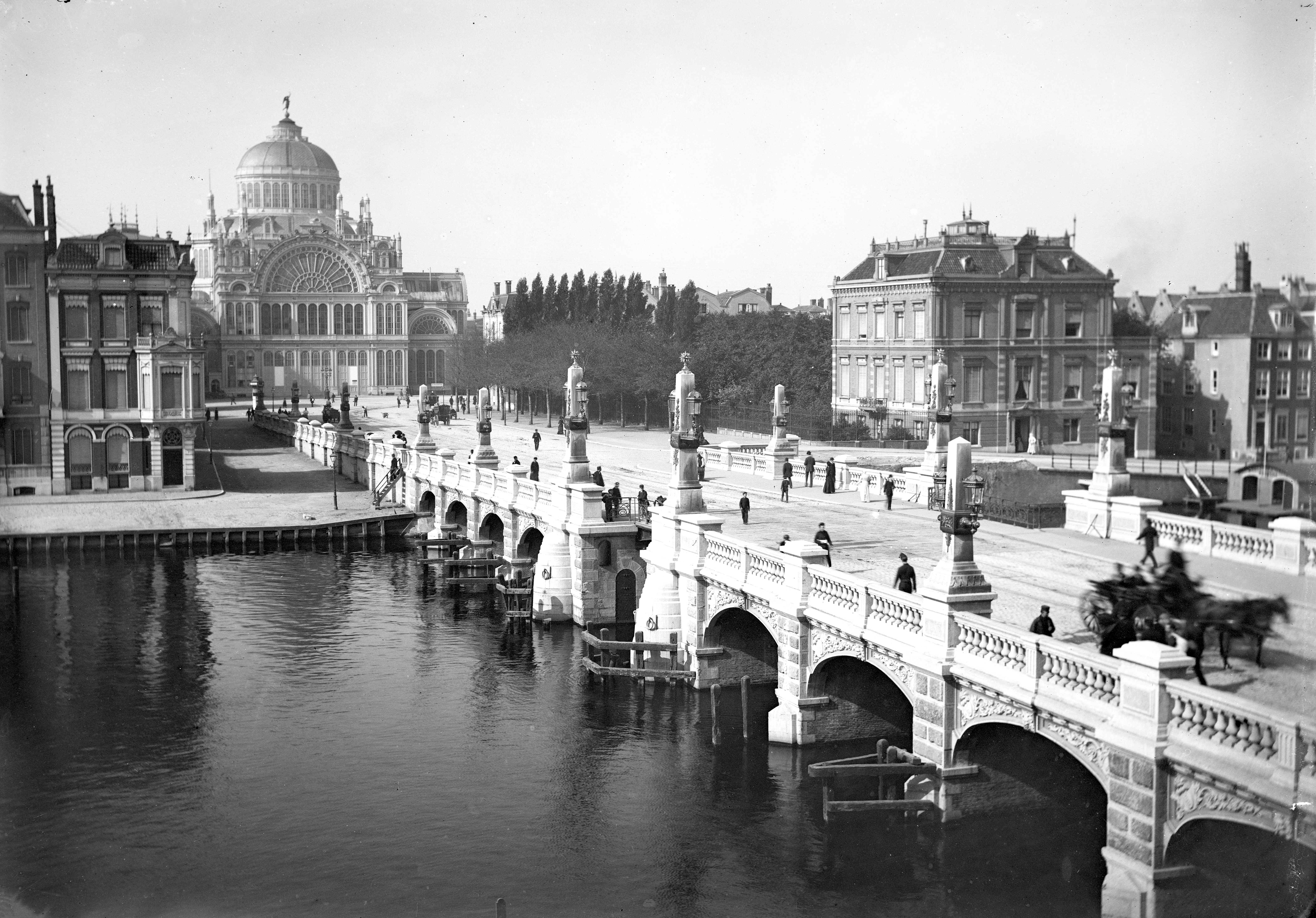
Vanuit het Amstel Hotel veel gefotografeerd stadsgezicht op de Amstel met Hoge Sluis en het Paleis voor Volksvlijt; circa 1890.

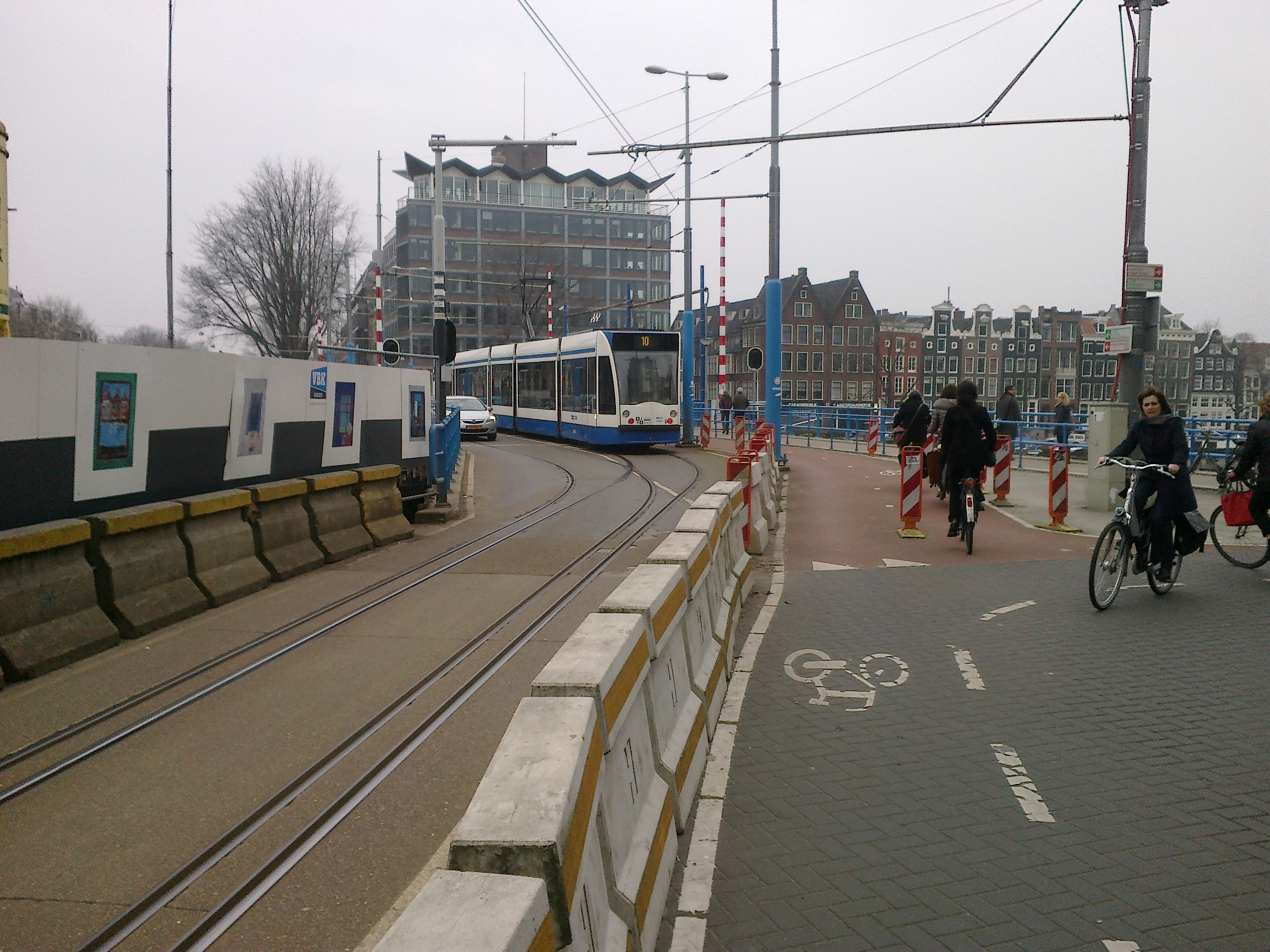
Tram 10 op de noodbrug bij de Hoge Sluis, Amsterdam, 3 maart 2012.

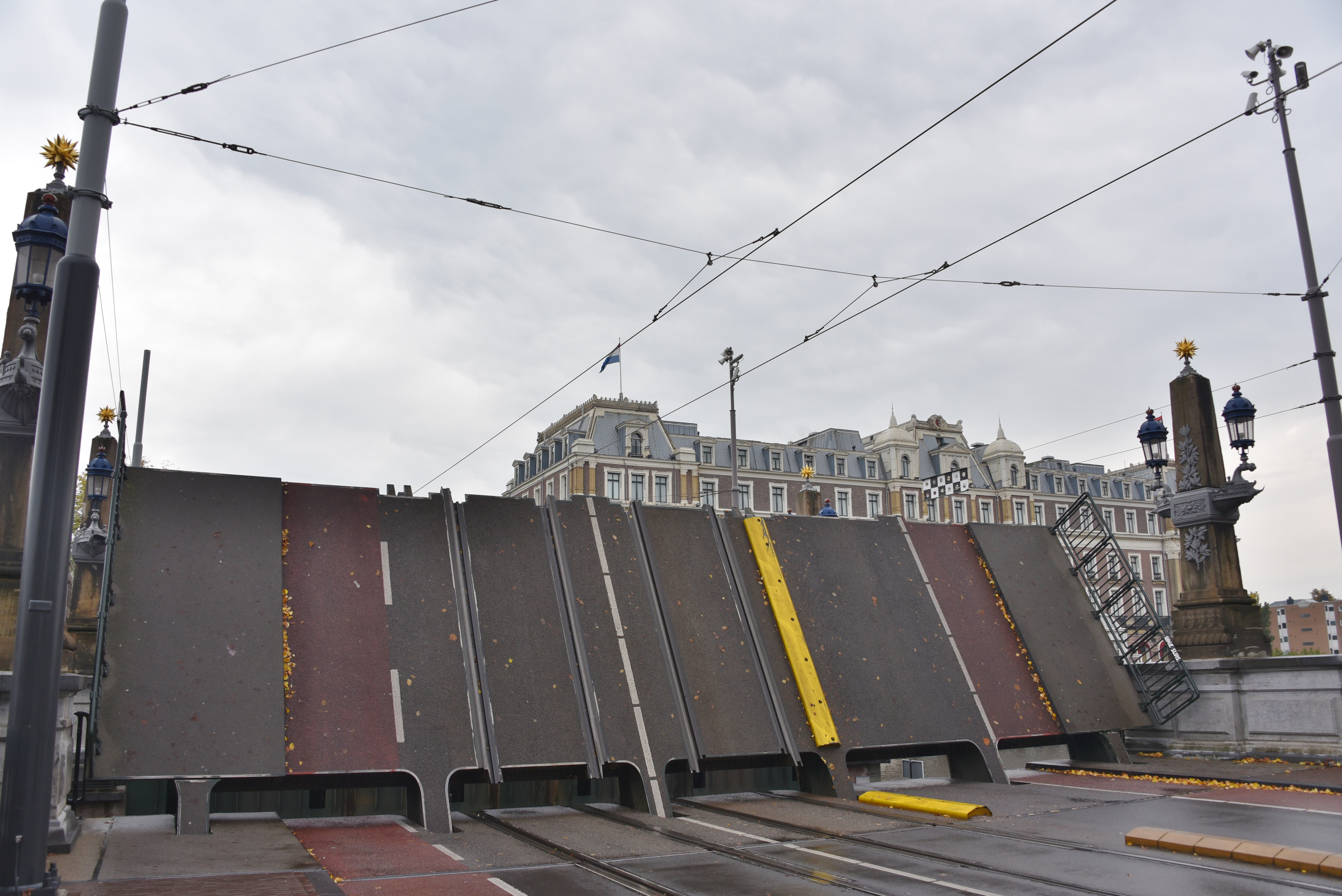
Geopende brug.

De Hogesluis (brug nr. 246) is een Amsterdamse monumentale dubbele basculebrug met tien doorvaarten, ontworpen door Willem Springer in Parijse stijl. De oudere brug uit de 17e eeuw werd in 1883 door de huidige vervangen. De plaatbrug, gedeeltelijk basculebrug, is versierd met sierstukken van gietijzer (met stadswapens), een natuurstenen vaasbalustrade, obelisken van natuursteen met gedecoreerde lantaarndragers en bijpassende lantaarns.
De brug over de Amstel is onderdeel van de Sarphatistraat. Direct ten zuiden van de brug aan de oever van de Amstel ligt het Amstel Hotel; ten noorden Koninklijk Theater Carré. Van 1904 tot 2018 reed tramlijn 10 over de brug. In 1905 is lijn 7 daarbij gekomen. In 2018 kwamen daar de lijnen 1 en 19 bij.

## Geschiedenis
Na realisatie van de Vierde Uitleg van Amsterdam werd in 1662 een 220 meter lange brug over de Amstel gebouwd die de stadswallen aan weerszijden van de rivier met elkaar zou verbinden. De brug kreeg dezelfde hoogte als de wallen, circa zes meter, en werd daarom al spoedig 'Hooge Sluis' genoemd. De naam 'sluis' wordt in Amsterdam wel vaker gebruikt voor een stenen brug zonder beweegbaar gedeelte, zie bijvoorbeeld de Torensluis.
Aan weerszijden van de brug werden twee bolwerken aangelegd en de rivier werd net als bij het IJ met houten steigers afgesloten om vijandige schepen buiten te houden. Bij de brug werd een smalle doorvaart vrijgehouden, die 's nachts of bij onraad met balken werd afgesloten. Ook was er een accijnshuisje waar de accijnzen van binnenkomende schepen werden geheven.
De 'buitensingel', de Schans met de bolwerken langs de Singelgracht, was een geliefde wandelroute voor de Amsterdammers en de Hooge Sluis was hierin een geliefd uitzichtpunt met blik op de Amstel.
De brug bestond aanvankelijk uit 35 stenen bogen, waarvan elf boven de rivier. Drie daarvan waren doorvaartopeningen. In 1823 werden op last van Koning Willem I de middelste twee bogen verwijderd en vervangen door een bredere doorvaart met twee beweegbare brugkleppen, die als basculebruggen waren uitgevoerd. In de nieuwe bruggenhoofden werden basculekelders gebouwd. Deze wijziging was noodzakelijk geworden door de groter geworden afmetingen van de passerende binnenschepen. Door de aanleg van de Keulse Vaart nam het scheepvaartverkeer toe.
De volgende ingrijpende wijziging was de verlaging van de brug in verband met de aanleg van de eerste paardentramlijn van Amsterdam, tussen Leidseplein en Plantage, die in 1875 via deze brug de Amstel zou gaan kruisen. Omdat de hellingen van de bestaande brug te steil waren voor de paardentram moest het brugdek met meer dan een meter worden verlaagd en werden de hellingen in de Sarphatistraat verlengd.
In 1882 werd de brug ingrijpend gewijzigd. De oude brug werd afgebroken en op de 17e-eeuwse bakstenen pijlers werd een nieuwe monumentale brug naar ontwerp van architect Willem Springer gebouwd, naar voorbeeld van de Parijse Pont Neuf over de Seine. Ook deze nieuwe brug werd een basculebrug met dubbele kleppen. Voorts werd de brug opgesierd met obelisken met daaraan fraaie lantaarns. Deze royale vormgeving paste in de mondaine uitstraling van de nieuwe buurt rond de Sarphatistraat met het Amstel Hotel, het Paleis voor Volksvlijt en woningbouw voor de elite. Tevens werd de Sarphatistraat beschouwd als toegangsstraat met allure voor de per trein aankomende reizigers van het Rhijnspoorstation.
In 1903 werd de brug versterkt in verband met de komst van de (zwaardere) elektrische tram. In 1933 werden de brugkleppen vervangen. Een probleem waarmee deze brug vanaf het begin kampte was het feit dat pijlers in het midden de neiging hadden naar elkaar toe te verzakken. Deze tendens werd versterkt na aanleg van de brugkleppen in 1823. Zo werd de doorvaartbreedte in de loop der tijd steeds minder, terwijl de schepen groter werden.
In 1977 werden de oude basculekelders geheel gesloopt en vervangen door nieuwe betonnen exemplaren. Ook werd het brugdek van beton gemaakt en de brugkleppen vervangen. Desondanks bleef het nodig om bij warm weer de brug intensief met sproeiwater te koelen om te voorkomen dat deze niet meer wilde sluiten na een brugopening. In 2003 werd daartoe een sproei-installatie aangebracht.
Tijdens de volgende renovatie werd duidelijk dat de fundamenten van de brug dermate aangetast waren, dat een volledige renovatie 8 miljoen euro extra zou kosten. Overwogen werd de brug te vervangen door een geheel nieuwe brug. Hiermee zou een monument verloren gaan, juist op het moment dat de nabije grachtengordel Werelderfgoed is geworden.
Uiteindelijk werd besloten om de brug ingrijpend te vernieuwen met behoud van het monumentale uiterlijk. Dit leidde wel tot veel hogere kosten dan vervanging door een moderne betonnen brug, doch in het beschermd stadsgezicht van de Grachtengordel paste de monumentale brug toch beter. Na de bouw van een tijdelijke noodbrug voor het tramverkeer en langzaam verkeer, startte in september 2009 de sloop van de oude brug, waarbij de monumentale natuurstenen delen eerst werden gedemonteerd en opgeslagen voor herstel. De oude, in slechte staat verkerende, pijlers werden gesloopt en vervangen door nieuwe betonnen pijlers op een nieuwe diepe fundering. Vervolgens werd de hardstenen bekleding weer aangebracht, waarmee het oude uiterlijk terugkeerde. Op 15 juli 2012 is de, dat jaar 350 jaar oude, brug feestelijk heropend voor het verkeer. De totale kosten van de renovatie waren uiteindelijk 27 miljoen euro. Sinds 2016 wordt de brug op afstand bediend.

## Gebruik naam
De naam 'Hoge Sluis' of 'Hogesluis' wordt soms ook gebruikt om gelegenheden of instanties in de onmiddellijke omgeving van deze brug te duiden. Zo bestond er tot najaar 2009 een café-restaurant op de hoek van de Sarphatistraat en de Amstel met deze naam. In een ver verleden was er ook een programma van de Amsterdamse verslavingszorg instelling Jellinek met deze naam. Dit programma draaide vanuit een pand aan de Sarphatistraat.
Buiten Amsterdam wordt deze naam ook gebruikt, maar die verwijst dan niet naar deze specifieke brug.